# ینگی اریق (شهرستان نوکند)
ینگی اریق (به لاتین: Jangy-Aryk) یک روستا در قرقیزستان است که در شهرستان نوکند واقع شده‌است. ینگی اریق ۵٬۸۵۹ نفر جمعیت دارد.